# Chapelle Notre-Dame de la Brèche de Chartres
La chapelle Notre-Dame de la Brèche est une chapelle située à Chartres, préfecture du département français d'Eure-et-Loir.

## Historique
Cette chapelle est construite en 1599, à la suite du siège de Chartres par les protestants en 1568, lors de la deuxième guerre de religion : une brèche ayant été ouverte dans les remparts de la ville par l'artillerie de Louis de Bourbon-Condé, les chartrains, sous la protection d'une statue de Notre-Dame de la porte Drouaise, échafaudent et défendent une barricade qui empêche la prise de la ville[réf. souhaitée].
La chapelle est reconstruite en 1843 pour desservir la paroisse de la basse ville, l'église Saint-André toute proche ayant été désaffectée à la Révolution.

## Description
La chapelle se situe rue de la Brèche, à l'angle de la rue du pont du Massacre.
Elle abrite notamment les boulets du XVIe siècle, ainsi que la statue de la Vierge protectrice.
La photographie d'un vitrail de cette chapelle représentant sainte Cécile figure dans le catalogue de Charles Lorin et Cie des années 1930. Les ateliers Lorin, situés au bord de l'Eure 46 rue de la Tannerie, étaient inclus dans la périmètre de cette paroisse.

Documents liés à la chapelle Notre-Dame de la Brèche
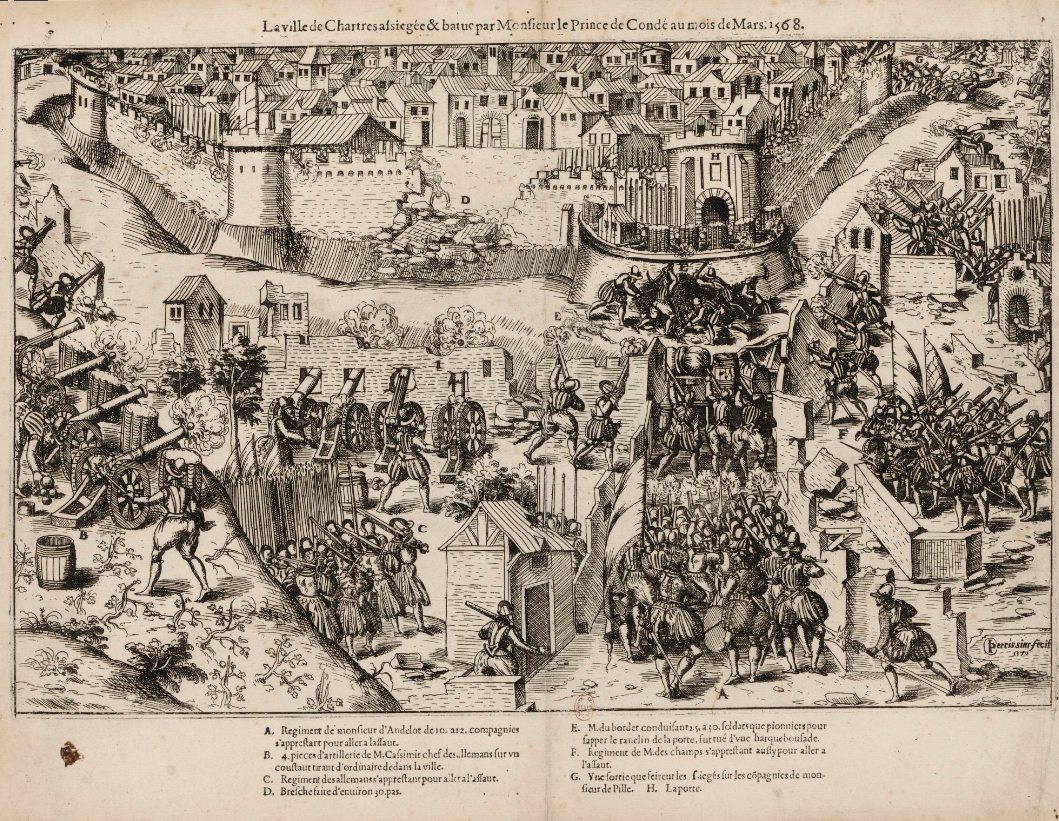
Chartres assiégée et battue par le Prince de Condé en 1568.
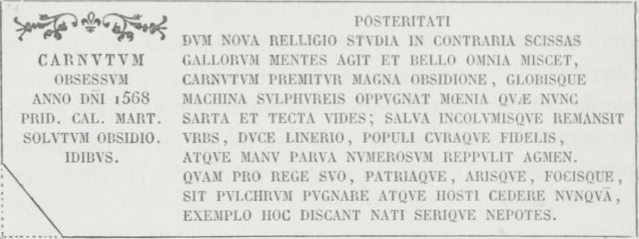
Épitaphe en latin gravée sur un pan de muraille en mémoire de la brèche.
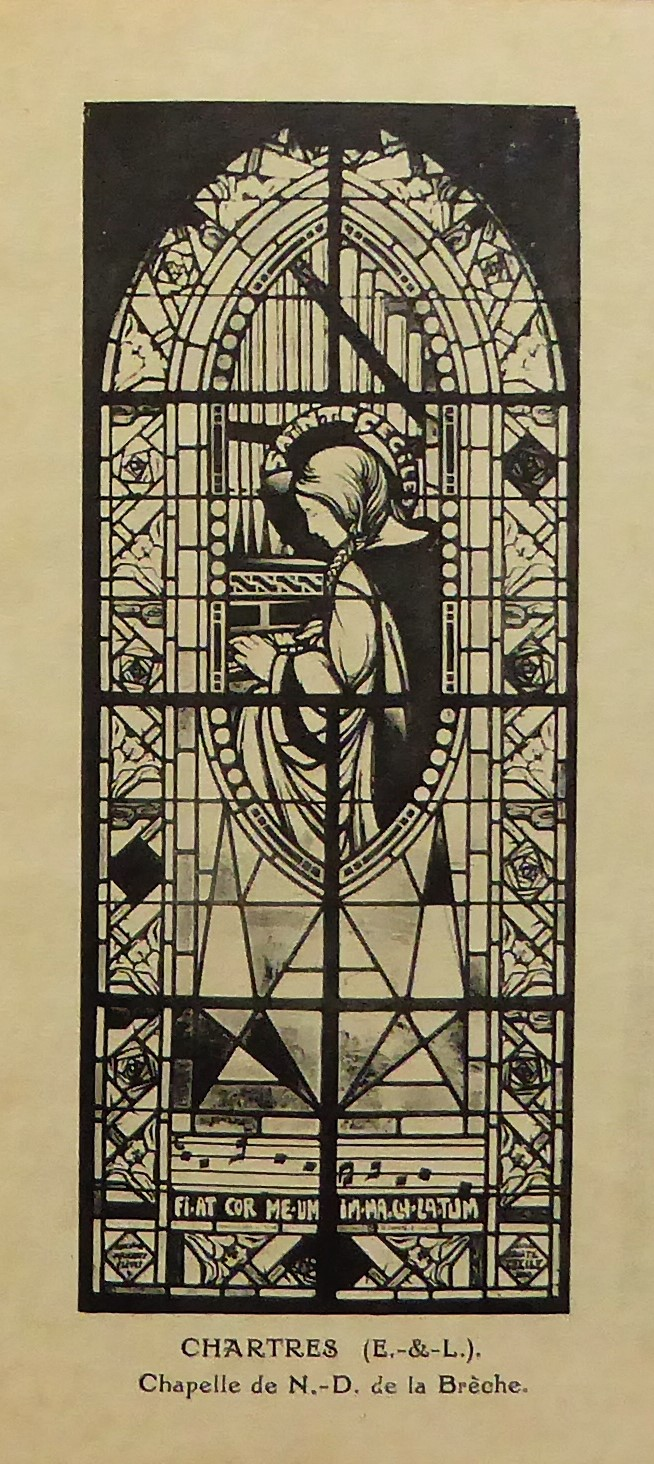
Vitrail de sainte Cécile, catalogue Charles Lorin et Cie, ca 1930.

Photographies
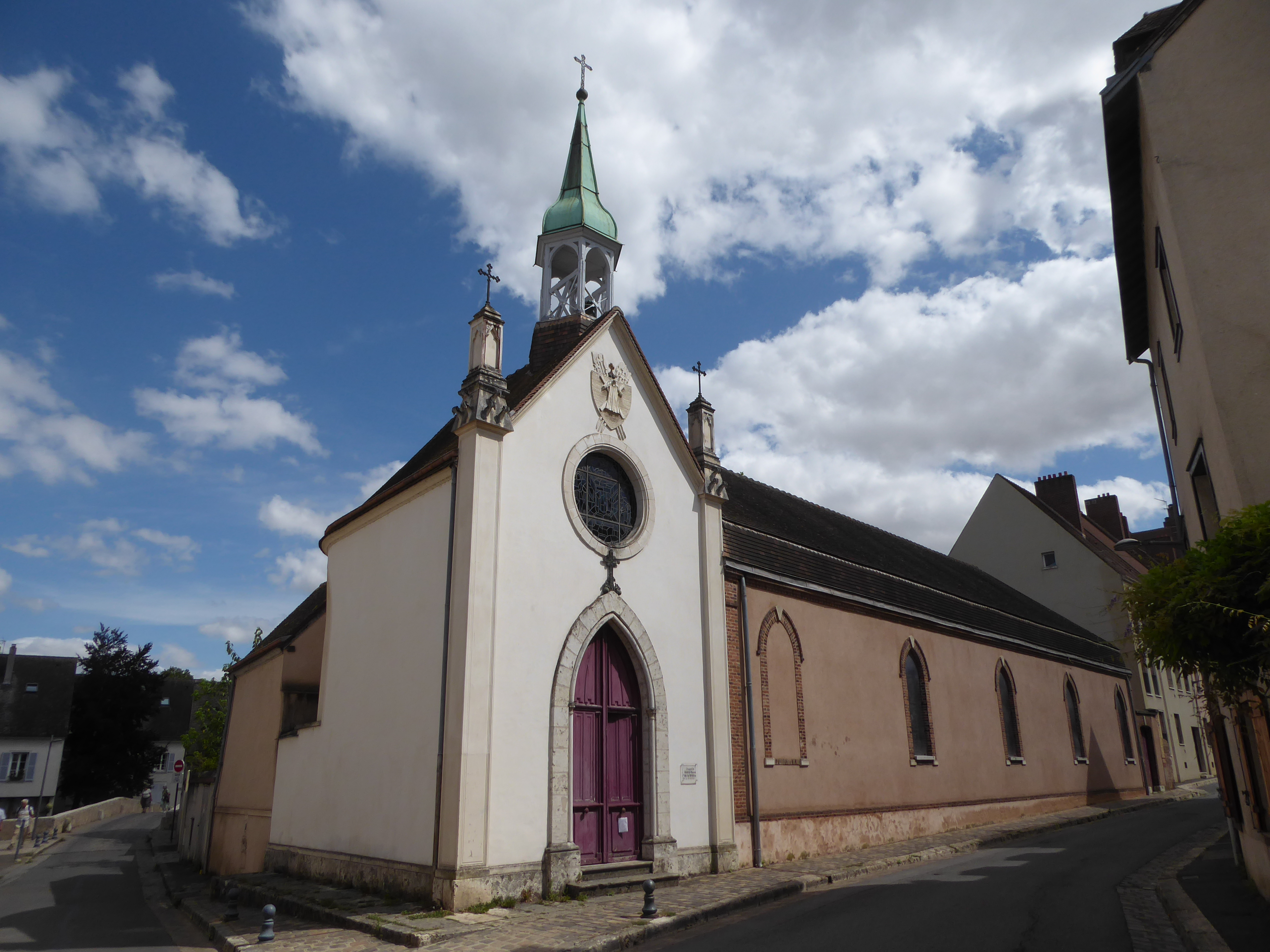
Vue de la rue de la Brèche.
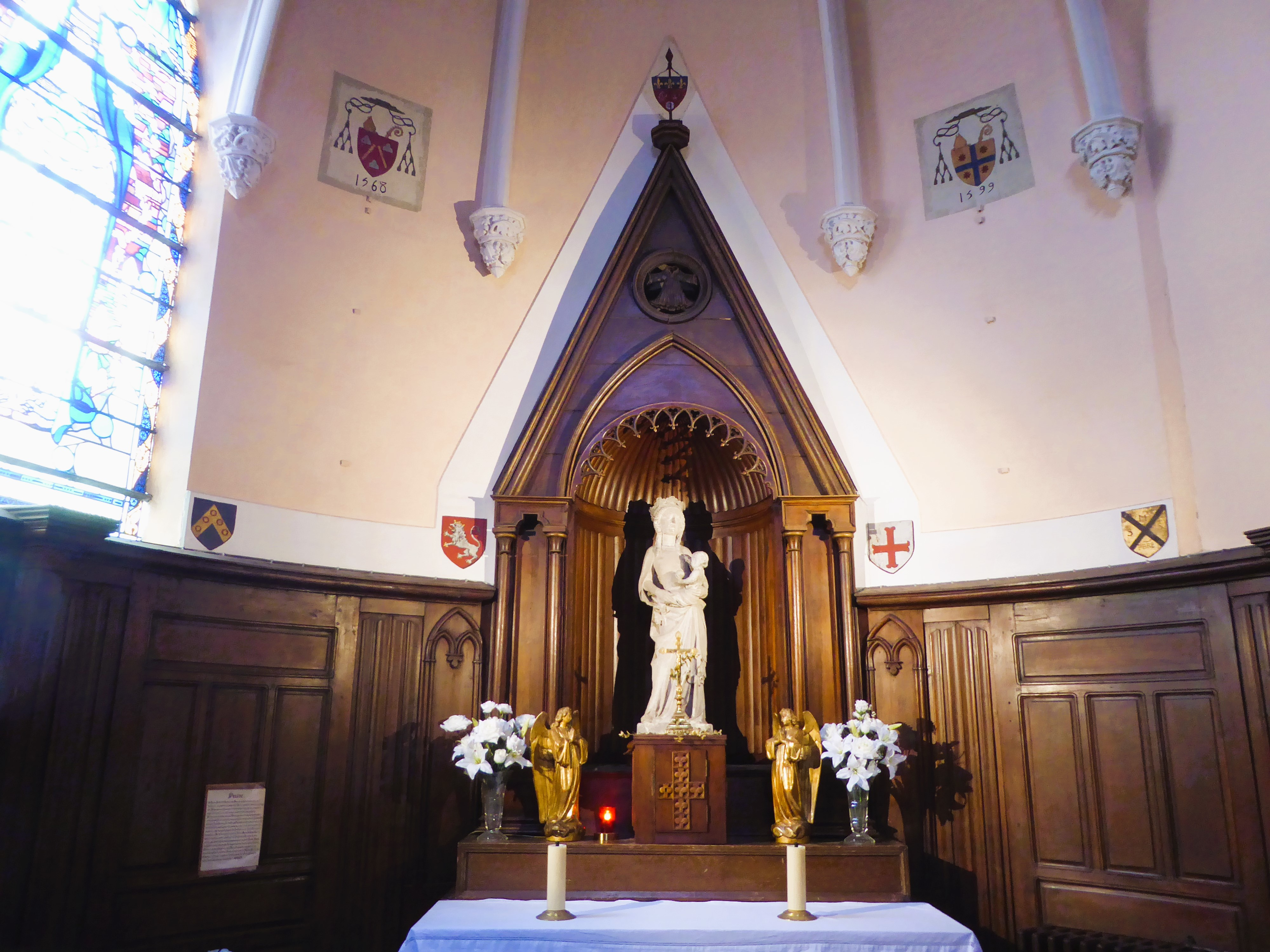
Statue de la Vierge protectrice.
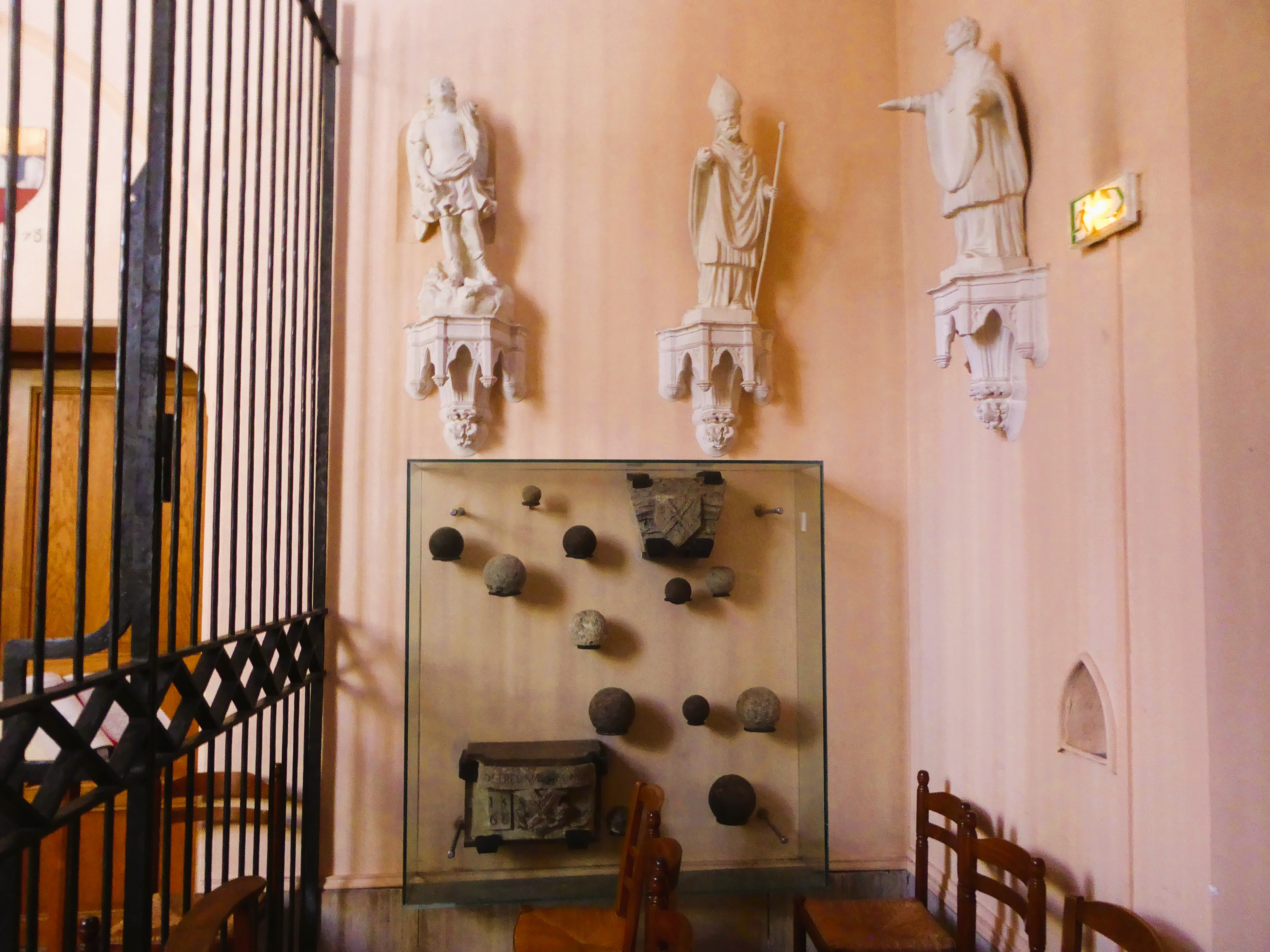
Les boulets du siège.
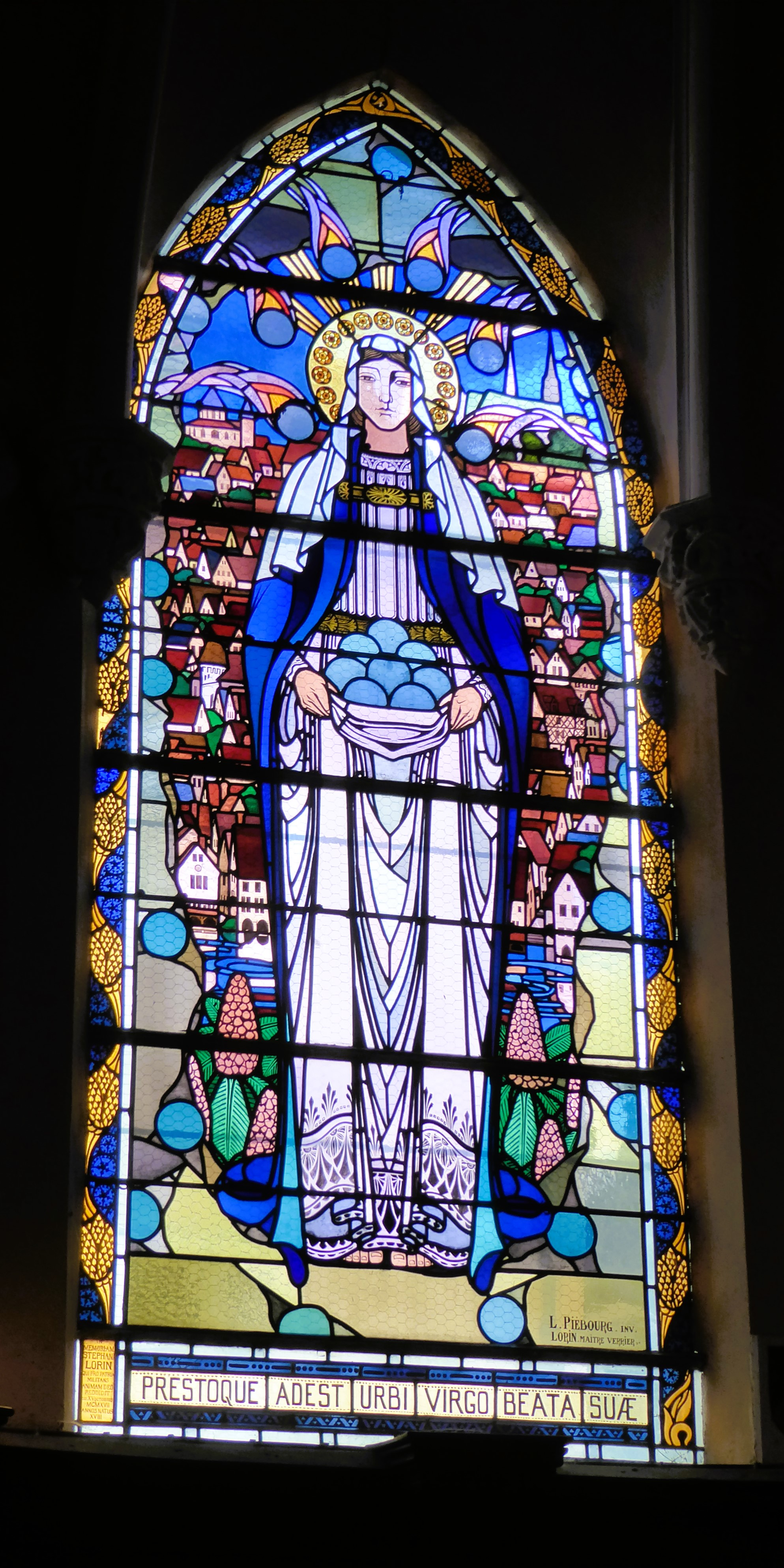
Vitrail de Piébourg, ateliers Lorin.